# Wolfgang Benz

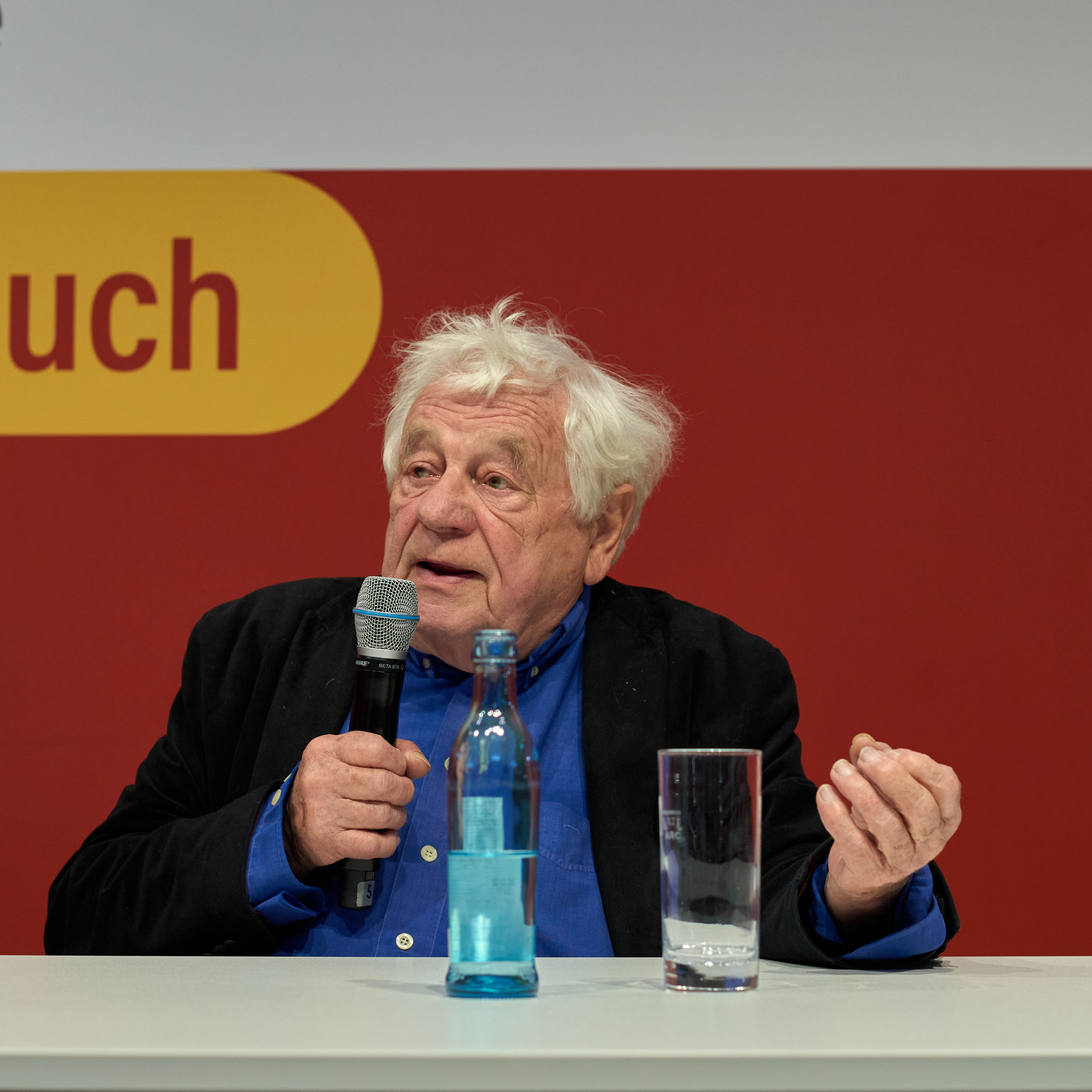
Wolfgang Benz auf der Leipziger Buchmesse, 2025

Wolfgang Benz (* 9. Juni 1941 in Ellwangen/Jagst) ist ein deutscher Historiker der Zeitgeschichte und international anerkannter Vertreter der Vorurteilsforschung, der Antisemitismusforschung und der Nationalsozialismus-Forschung. Er lehrte von 1990 bis 2011 an der Technischen Universität Berlin und leitete das zugehörige Zentrum für Antisemitismusforschung, dessen Jahrbuch er bis 2011 herausgab.

## Werdegang und Forschungsbereiche
Wolfgang Benz wurde als jüngstes von vier Kindern des Landarztes Ottmar Benz (1900–1976) und dessen Frau Franziska, geb. Feigen (1896–1967), in Ellwangen an der Jagst geboren und wuchs in Aalen (Württemberg) am Ostrand der Schwäbischen Alb auf. Nach dem Abitur am Schubart-Gymnasium in Aalen im März 1960 studierte Benz Philosophie, Geschichte, Kunstgeschichte, Musikwissenschaft und Politische Wissenschaften an den Universitäten Frankfurt am Main, Kiel und München. Seit seinem fünften Münchner Semester arbeitete Benz zusätzlich als studentische Hilfskraft im Institut für Zeitgeschichte. Im Juli 1968 wurde er bei Karl Bosl in München mit der Arbeit Süddeutschland in der Weimarer Republik, einer Studie über die Genese der Weimarer Reichsverfassung im Spannungsfeld zwischen Föderalismus und Unitarismus, promoviert (Zweitgutachter war Walter Bußmann). Von 1969 bis 1990 war er wissenschaftlicher Mitarbeiter am Institut für Zeitgeschichte in München.
1985 gründete Benz die Dachauer Hefte mit und gibt sie seitdem heraus. 1986 nahm er eine Gastprofessur an der University of New South Wales in Sydney wahr. Nach seiner Rückkehr war er Lehrbeauftragter an der Technischen Universität München, wo auch eine Honorarprofessur für ihn in Aussicht genommen wurde. Anfang 1990 übernahm Benz die Leitung des Zentrums für Antisemitismusforschung an der Technischen Universität Berlin, die er bis 2011 innehatte. 1992 erhielt er den Geschwister-Scholl-Preis und den Preis Das politische Buch der Friedrich-Ebert-Stiftung. Seit 1992 gibt er die Zeitschrift für Geschichtswissenschaft, seit 2001 das Handbuch der deutschen Geschichte mit heraus. Er arbeitet öfter mit der Bundeszentrale für politische Bildung zusammen. 2007 lehrte er als Gastprofessor am Sir Peter Ustinov Institut zur Erforschung und Bekämpfung von Vorurteilen an der Universität Wien. Im S. Fischer Verlag gibt er die Taschenbuchreihe Europäische Geschichte heraus. Benz ist ebenfalls Herausgeber der Reihe Lebensbilder – jüdische Erinnerungen und Zeugnisse, die als Teil der Schwarzen Reihe seit 1991 im Fischer-Verlag erscheint.
Am 21. Oktober 2010 wurde Benz emeritiert, war jedoch noch bis März 2011 im Amt. Seine Nachfolgerin wurde die Historikerin Stefanie Schüler-Springorum. Zu seinen akademischen Schülern gehören u. a. Alice Brauner, Wolf Gruner, Johannes Heil, Günther Jikeli, Miriam Rürup, Britta Schellenberg, Yasemin Shooman und Harry Waibel.
Benz gehört zu den Unterzeichnern der Jerusalemer Erklärung zum Antisemitismus, die für sich beansprucht, den Antisemitismusbegriff neu zu definieren. Dennoch hält Benz auch die ältere IHRA-Definition für einen wichtigen Meilenstein.
2019 kritisierte Wolfgang Benz die Einrichtung einer Meldestelle für Antisemitismus als „denunziatorisch.“ Die Verfolgung antisemitischer Straftaten sei Aufgabe der Polizei. Leonard Kaminski, ein Gründungsmitglied der RIAS, welche die Meldestelle initiierte, widersprach dieser Kritik und bezeichnete das als „eklatante[n] Fall von Täter-Opfer-Umkehr“.

### Wichtige Arbeiten
Einige von Benz’ Veröffentlichungen gelten als Standardwerke der Geschichtsforschung zur Zeit des Nationalsozialismus und zu den Abläufen des Holocaust, darunter die Enzyklopädie des Nationalsozialismus (1997, mit Hermann Graml und Hermann Weiß) und das mehrbändige Handbuch des Antisemitismus. Auch Benz’ Buch Was ist Antisemitismus? (2004) wurde als Standardwerk bezeichnet, ebenso die mit Barbara Distel herausgegebene neunbändige Reihe Der Ort des Terrors (2005), die als umfassendste Darstellung des NS-Lagersystems gilt und erstmals die verfügbaren Forschungsergebnisse im engeren Sinne der Aufarbeitung zusammenführte.
Benz gehört dem wissenschaftlichen Beirat des von Farid Hafez herausgegebenen Jahrbuchs für Islamophobieforschung an.

### Vergleich von Antisemitismus und Islamfeindlichkeit
Im Dezember 2008 leitete Benz eine eintägige Konferenz am Berliner Zentrum für Antisemitismusforschung zum Thema „Feindbild Muslim – Feindbild Jude“. Gegenüber Kritik am Tagungskonzept betonte er, als Vorurteilsforscher zum Antisemitismus müsse man lernen, „ob nicht mit demselben Mechanismus auch gegenüber anderen Minderheiten […] Unheil gestiftet werden kann“. Der Hass gegen das Judentum und den Islam ähnele sich vor allem in Verschwörungsfantasien und Behauptungen von religiösen Geboten: So wie man Juden Aussagen des Talmud vorhalte, halte man Muslimen Aussagen des Koran vor. Beide Religionen würden beschuldigt, bösartig und inhuman zu sein und unmoralisches Verhalten gegenüber Andersgläubigen zu verlangen. Die Vorwürfe, Juden betrachteten sich als auserwählt und müssten feindselig gegen Nichtjuden sein, gebe es auch gegen Muslime.
Vor der Tagung wurde eine gefährliche Gleichsetzung von Antisemitismus mit Islamfeindlichkeit befürchtet. Der Politikwissenschaftler Matthias Küntzel kritisierte, schon durch den Vergleich werde der Holocaust trivialisiert, die Gefährdung Israels durch das iranische Atomprogramm und der Judenhass von Islamisten verharmlost. Diese Kritik wies Benz in Medien als „völlig lachhaft“ zurück. Bei der Tagung blieb eine Diskussion mit Küntzel aus. Gemäß dem Historiker Norbert Frei könne Wolfgang Benz in keiner Weise in die Nähe einer Verharmlosung des Holocaust gerückt werden. „Er ist der Experte für die Geschichte der Judenfeindschaft im 19. und vor allem im 20. Jahrhundert und ich finde, wenn jemand wie Wolfgang Benz Parallelen in der Argumentation etwa auch zeitgenössisch gegenüber dem Islam sieht, dann kann man das nicht einfach ignorieren, sondern muss da genauer hinhören, was er sagt.“ Zudem seien Vorurteilsstrukturen für das Zentrum für Antisemitismusforschung seit langem Gegenstand von Forschungen. Von einer sozialpsychologischen Perspektive aus gesehen, seien solche Strukturen „gegen Minderheiten oft mit einem gewissen Ertrag vergleichbar“.
Außerhalb Deutschlands wurde das Verhältnis zwischen Antisemitismus und Islamfeindlichkeit seit 1988 wissenschaftlich diskutiert, verstärkt durch die Folgen der Terroranschläge am 11. September 2001. In Deutschland sehen Juliane Wetzel, Salomon Korn, Sabine Schiffer, Constantin Wagner und Micha Brumlik wie Benz strukturelle und konkrete Analogien zwischen dem Judenhass des 20. Jahrhunderts und heutigem Islamhass. Historische und qualitative Unterschiede betonen dagegen Matti Bunzl, Monika Schwarz-Friesel, Evyatar Friesel und andere. Julius H. Schoeps und Matthias Küntzel betonen vor allem, dass es im Islamhass keine zum Antisemitismus analoge Verschwörungstheorie vom Weltjudentum gebe.
Benz vertiefte den Vergleich in seinem 2010 veröffentlichten Werk Die Feinde aus dem Morgenland. Wie die Angst vor den Muslimen unsere Demokratie gefährdet. Gemeinsam sei antisemitischen wie islamophoben Vorurteilen „die Einteilung in Gut und Böse sowie das Phänomen der Ausgrenzung“. Ein grundlegender Unterschied sei, dass es „heute nicht mehr um die Emanzipation der Juden, sondern um die Integration der Muslime“ gehe. Benz betonte später, er habe nie Islamfeindlichkeit und Antisemitismus gleichgesetzt, sondern „die Methoden der Ausgrenzung verglichen“. So wie es eine Methode „irgendwelcher ‚Experten‘“  gewesen sei, Judenfeindschaft zunächst mit Inhalten des Talmud und später aus rassistischer Sicht durch „jüdische“ Gene zu begründen, die Juden „zum Bösen geführt“ hätten, gebe es heute Experten, die ähnlich argumentierten: „Was früher Talmud-Hetze war, ist jetzt Koran-Hetze. Man stigmatisiert eine Minderheit als gefährlich, weil es ihr angeblich die Religion befiehlt.“ So beurteilte Benz auch die Aussagen von Thilo Sarrazin zur genetischen Disposition von Juden und anderen Gruppen als rassistisch. Auch den Verschwörungstheoretiker Udo Ulfkotte kritisierte Benz scharf. Ulfkotte beschwöre eine „muslimische Weltrevolution“ und einen „geheimen Plan zur Unterwanderung nichtmuslimischer Staaten“. Dies entspringe nur seiner Fantasie, genüge den Fremdenfeinden aber als Versicherung, so wie die Protokolle der Weisen von Zion Antisemiten genügten.

## Mitgliedschaften
Benz ist Mitglied in den Beiräten
- des Bündnisses für Demokratie und Toleranz[29]
- des Fritz Bauer Instituts[30]
- der Stiftung Denkmal für die ermordeten Juden Europas[31]
- des Jahrbuchs für Islamophobieforschung[32]
- im Editorial Board des Leo Baeck Institute Yearbook
- des Dokumentationszentrums Prora[33]
- des PEN-Zentrums Deutschland.

## Würdigungen
Anlässlich seiner Emeritierung wurde Benz die Goldene Ehrennadel der TU Berlin verliehen. Charlotte Knobloch würdigte Benz für „seine hervorragenden Leistungen auf dem Gebiet der Antisemitismusforschung“, sie seien „in Europa singulär und haben weltweit Maßstäbe gesetzt“. Mordechay Lewy bescheinigte ihm „aufklärerische Berufung, […] den Leugnern der Shoa effektiv entgegenzutreten“.
2012 erhielt er den Preis Gegen Vergessen – Für Demokratie für seine Verdienste „für die Erinnerungskultur in Deutschland und sein gesellschaftliches Engagement gegen Vorurteile und gegen Fremdenfeindlichkeit“.

## Schriften (Auswahl)

### Monographien
- Süddeutschland in der Weimarer Republik. Ein Beitrag zur deutschen Innenpolitik 1918–1923 (= Beiträge zu einer historischen Strukturanalyse Bayerns im Industriezeitalter. Band 4). Duncker & Humblot, Berlin 1970, DNB 456070109 (Zugl.: München, Univ., Diss., 1968).
- Potsdam 1945. Besatzungsherrschaft und Neuaufbau im Vier-Zonen-Deutschland. dtv, München 1986; 4. Auflage 2005, ISBN 3-423-34230-7.
- Herrschaft und Gesellschaft im nationalsozialistischen Staat. Studien zur Struktur- und Mentalitätsgeschichte. Fischer, Frankfurt am Main 1990, ISBN 3-596-24435-8.
- Dimension des Völkermords. Die Zahl der jüdischen Opfer des Nationalsozialismus (= Quellen und Darstellungen zur Zeitgeschichte. Band 33). Oldenbourg, München 1991, ISBN 3-486-54631-7; als Taschenbuch: dtv 4690 dtv Wissenschaft, München 1996, ISBN 3-423-04690-2.
- Der Holocaust. Beck, München 1995; 10. Auflage 2023, ISBN 978-3-406-80881-4.
- Geschichte des Dritten Reiches. Beck, München 2000, ISBN 3-406-46765-2.
- Bilder vom Juden. Studien zum alltäglichen Antisemitismus. Beck, München 2001, ISBN 3-406-47575-2.[36]
- Was ist Antisemitismus? Bundeszentrale für politische Bildung, Bonn 2004, ISBN 3-89331-562-4.[37]
- Die 101 wichtigsten Fragen. Das Dritte Reich. Beck, München 2006, ISBN 3-406-54142-9; 3. Auflage 2012, ISBN 978-3-406-64907-3.
- Ausgrenzung, Vertreibung, Völkermord. Genozid im 20. Jahrhundert. dtv, München 2006, ISBN 3-423-34370-2.
- Die Protokolle der Weisen von Zion. Die Legende von der jüdischen Weltverschwörung. Beck, München 2007, ISBN 978-3-406-53613-7.
- Auftrag Demokratie. Die Gründungsgeschichte der Bundesrepublik und die Entstehung der DDR 1945–1949. Metropol, Berlin 2009, ISBN 978-3-940938-42-8.
- Die Feinde aus dem Morgenland. Wie die Angst vor den Muslimen unsere Demokratie gefährdet. Beck, München 2010, ISBN 978-3-406-63981-4; 2. Auflage 2013, ISBN 978-3-406-66260-7.
- Deutsche Juden im 20. Jahrhundert: eine Geschichte in Porträts. Beck, München 2011, ISBN 978-3-406-62292-2.
- Antisemitismus und „Islamkritik“, Bilanz und Perspektive. Metropol, Berlin 2011, ISBN 978-3-86331-012-7.
- Ansturm auf das Abendland? Zur Wahrnehmung des Islam in der westlichen Gesellschaft (= Wiener Vorlesungen im Rathaus. Band 170). Picus, Wien 2013, ISBN 978-3-85452-570-7.
- Der deutsche Widerstand gegen Hitler. Beck, München 2014, ISBN 978-3-406-66106-8.
- Sinti und Roma. Die unerwünschte Minderheit. Metropol, Berlin 2014, ISBN 978-3-86331-205-3.[38]
- Antisemitismus. Präsenz und Tradition eines Ressentiments. Wochenschau-Verlag, Schwalbach im Taunus 2015, ISBN 978-3-7344-0104-6.
- Die weiße Rose. 100 Seiten. Reclam, Ditzingen; Stuttgart 2017, ISBN 978-3-15-020450-4.
- Gewalt im November 1938. Die „Reichskristallnacht“ – Initial zum Holocaust. Metropol-Verlag, Berlin 2018, ISBN 978-3-86331-421-7.
- Wie es zu Deutschlands Teilung kam. dtv, München 2018, ISBN 978-3-423-28158-4.
- Im Widerstand. Größe und Scheitern der Opposition gegen Hitler. Beck, München 2019, ISBN 978-3-406-73345-1.
- Protest und Menschlichkeit. Die Widerstandsgruppe „Onkel Emil“ im Nationalsozialismus. Reclam, Ditzingen 2020, ISBN 978-3-15-011258-8.
- Vom Vorurteil zur Gewalt. Politische und soziale Feindbilder in Geschichte und Gegenwart. Herder, Freiburg 2020, ISBN 978-3451385964.
- Alltagsrassismus. Feindschaft gegen „Fremde“ und „Andere“. 2. aktualisierte und erweiterte Auflage. Wochenschau Verlag, Frankfurt Main 2022, ISBN 978-3-7344-1301-8.
- Allein gegen Hitler. Leben und Tat des Johann Georg Elser. C.H. Beck, München 2023, ISBN 978-3-406-80061-0.
- Exil. Geschichte einer Vertreibung 1933-1945. C. H. Beck, München 2025, ISBN 978-3-406-82933-8.
- Zukunft der Erinnerung. Das deutsche Erbe und die kommende Generation. dtv, München 2025, ISBN 978-3-423-28467-7.

### Beiträge
- Reaktionen auf den Holocaust. Antisemitismus, Antizionismus und Philosemitismus. In: Tribüne. Zeitschrift zum Verständnis des Judentums. Band 37, Tribüne, Berlin 1998, Nr. 148, ISSN 0041-2716.
- Schweigen, Verweigern, Bewältigen. Vom Umgang mit nationalsozialistischer Vergangenheit. In: Claudia Brunner, Uwe von Seltmann: Schweigen die Täter, reden die Enkel. Büchergilde Gutenberg, Frankfurt am Main 2004, S. 175–190, ISBN 3-7632-5443-9; als Taschenbuch: Fischer TB 16760, Frankfurt am Main 2006, ISBN 978-3-596-16760-9.
- Artikel Antisemitismus und Antisemitismusforschung, Version: 1.0. In: Docupedia-Zeitgeschichte, veröffentlicht am 11. Februar 2010.
- Artikel Antisemitismus in der Gegenwart. In: Katapult (Magazin), veröffentlicht am 29. Mai 2015.
- zeit.de vom 24. Oktober 2017: Die mächtigste aller Lügen. – Der Irrglaube an eine jüdische Weltverschwörung beruht auf einer absurden Fälschung: den „Protokollen der Weisen von Zion“. Obwohl schnell entlarvt, befeuert das Machwerk den Judenhass bis heute. (Gastbeitrag).
- Zeitgeschichte als demokratischer Auftrag. In: Christof Dipper, Heinz Duchhardt (Hg.): Generation im Aufbruch. Die Geschichtswissenschaft in Deutschland im Spiegel autobiographischer Porträts. Böhlau, Köln 2024, ISBN 978-3-412-52694-8, S. 335–349.

### Herausgeber
- Das Tagebuch der Hertha Nathorff (= Schriftenreihe der Vierteljahrshefte für Zeitgeschichte. Band 54). Oldenbourg, München 1986.
- Zwischen Antisemitismus und Philosemitismus. Juden in der Bundesrepublik. Metropol, Berlin 1991, ISBN 3-926893-10-9.
- Salzgitter. Geschichte und Gegenwart einer deutschen Stadt 1942–1992. Beck, München 1992, ISBN 3-406-35573-0.
- Die Vertreibung der Deutschen aus dem Osten. Ursachen, Ereignisse, Folgen. Fischer TB, Frankfurt am Main 1995, ISBN 3-596-12784-X.
- Deutschland unter alliierter Besatzung 1945–1949/55. Ein Handbuch. Akademie, Berlin 1999, ISBN 978-3-05-003148-4.
- mit Angelika Königseder: Judenfeindschaft als Paradigma. Studien zur Vorurteilsforschung. Metropol, Berlin 2002, ISBN 3-936411-09-3.
- Überleben im Dritten Reich. Juden im Untergrund und ihre Helfer. Beck, München 2003, ISBN 3-406-51029-9 (Rezension, Institut für Friedenspädagogik Tübingen e. V.).
- Selbstbehauptung und Opposition. Kirche als Ort des Widerstandes gegen staatliche Diktatur. Metropol, Berlin 2003, ISBN 3-936411-32-8.
- Der Hass gegen die Juden. Dimensionen und Formen des Antisemitismus. Metropol, Berlin 2008 (= Positionen, Perspektiven, Diagnosen. Band 2), ISBN 978-3-938690-82-6.
- mit Angelika Königseder: Das Konzentrationslager Dachau. Geschichte und Wirkung nationalsozialistischer Repression. Metropol, Berlin 2008, ISBN 978-3-940938-10-7.
- Handbuch des Antisemitismus. Judenfeindschaft in Geschichte und Gegenwart. 8 Bände in 9 Teilbänden. De Gruyter / Saur, Berlin 2008–2015:
  - Band 1: Länder und Regionen. 2008, ISBN 978-3-598-24071-3; korrigierte Auflage 2010, ISBN 978-3-11-023510-4.
  - Band 2: Personen. 2 Bände. 2009, ISBN 978-3-598-24072-0 (A–K); ISBN 978-3-598-24072-0 (L–Z).
  - Band 3: Begriffe, Ideologien, Theorien. 2010, ISBN 978-3-598-24074-4.
  - Band 4: Ereignisse, Dekrete, Kontroversen. 2011, ISBN 978-3-598-24076-8.
  - Band 5: Organisationen. 2012, ISBN 978-3-598-24078-2.
  - Band 6: Schriften und Periodika. 2013, ISBN 978-3-11-025872-1.
  - Band 7: Literatur, Film, Theater und Kunst. 2014, ISBN 978-3-11-025873-8.
  - Band 8: Nachträge und Register. 2015, ISBN 978-3-11-037932-7.
- Wie wurde man Parteigenosse? Die NSDAP und ihre Mitglieder. Fischer, Frankfurt am Main 2009, ISBN 978-3-596-18068-4.
- Streitfall Antisemitismus. Anspruch auf Deutungsmacht und politische Interessen. Metropol Verlag, Berlin 2020, ISBN 978-3-86331-532-0.[39]
- Querdenken: Protestbewegung zwischen Demokratieverachtung, Hass und Aufruhr. Metropol Verlag, Berlin 2021, ISBN 978-3-86331-621-1.
- Erinnerungsverbot? Die Ausstellung „Al Nakba“ im Visier der Gegenaufklärung. Metropol, Berlin 2023, ISBN 978-3-86331-707-2.
- Die Ukraine. Kampf um Unabhängigkeit. Geschichte und Gegenwart. Metropol, Berlin 2023, ISBN 978-3-86331-697-6.

### Mitherausgeber
- mit Hermann Graml: Aspekte deutscher Außenpolitik im 20. Jahrhundert. Aufsätze Hans Rothfels zum Gedächtnis. DVA, Stuttgart 1976, ISBN 3-421-01783-2.
- mit Hermann Graml, Hermann Weiß: Enzyklopädie des Nationalsozialismus. Deutscher Taschenbuch-Verlag, München 1997; 5. Auflage, Klett-Cotta, Stuttgart / dtv, München 2007, ISBN 978-3-423-34408-1.
- mit Walter H. Pehle: Lexikon des deutschen Widerstandes. 2. Auflage. Fischer, Frankfurt am Main 1994, ISBN 3-10-005702-3.
- mit Alfred Haverkamp, Wolfgang Reinhard und Jürgen Kocka: Gebhardt. Handbuch der deutschen Geschichte, 10. Auflage, 24 Bände, Klett-Cotta, Stuttgart 2001 ff. (noch nicht abgeschlossen). Im Herausgebergremium ist Benz für die Bände zur Geschichte des 20. und 21. Jahrhunderts (Band 18–24) zuständig:
  - 18: mit Ursula Büttner: Der Aufbruch in die Moderne – das 20. Jahrhundert. Weimar – die überforderte Republik 1918–1933. Stuttgart 2010; 812 Seiten.
  - 19: Michael Grüttner: Das Dritte Reich 1933–1939. Stuttgart 2014; 606 Seiten.
  - 20: Dieter Pohl: Nationalsozialistische Verbrechen 1939–1945. Stuttgart 2022; 406 Seiten.
  - 21: Rolf-Dieter Müller: Der Zweite Weltkrieg 1939–1945. Stuttgart 2004; 503 Seiten.
  - 22: mit Michael F. Scholz: Deutschland unter alliierter Besatzung 1945–1949. Die DDR 1949–1990. Stuttgart 2009; 686 Seiten.
  - 23: Edgar Wolfrum: Die Bundesrepublik Deutschland 1949–1990. Stuttgart 2005; 696 Seiten.
  - 24: Edgar Wolfrum: Deutschland von der Wiedervereinigung bis zur Gegenwart 1990–2021. Stuttgart 2024, 472 Seiten, ISBN 978-3-608-60024-7.
- mit Barbara Distel und Angelika Königseder (Redaktion): Der Ort des Terrors. Geschichte der nationalsozialistischen Konzentrationslager. 9 Bände. Beck, München 2005–2009, ISBN 978-3-406-52960-3 (Rezension; Inhaltsregister):
  - 1: Die Organisation des Terrors. Mitherausgeberin Angelika Königseder. 2005; 2. Auflage 2006, ISBN 3-406-52961-5, 394 Seiten.
  - 2: Frühe Lager, Dachau, Emslandlager. 2005, ISBN 3-406-52962-3, 607 Seiten.
  - 3: Sachsenhausen, Buchenwald. 2006, ISBN 3-406-52963-1, 660 Seiten.
  - 4: Flossenbürg, Mauthausen, Ravensbrück. 2006, ISBN 3-406-52964-X, 644 Seiten.
  - 5: Hinzert, Auschwitz, Neuengamme. 2007, ISBN 978-3-406-52965-8, 591 Seiten.
  - 6: Stutthof, Groß-Rosen, Natzweiler. 2007, ISBN 978-3-406-52966-5, 840 Seiten.
  - 7: Wewelsburg, Majdanek, Arbeitsdorf, Herzogenbusch (Vught), Bergen-Belsen, Mittelbau-Dora. 2008, ISBN 978-3-406-52967-2, 360 Seiten.
  - 8: Riga, Warschau, Kaunas, Vaivara, Plaszów, Klooga, Chelmo, Belzec, Treblinka, Sobibor. 2008, ISBN 978-3-406-57237-1, 576 Seiten.
  - 9: Arbeitserziehungslager, Durchgangslager, Ghettos, Polizeihaftlager, Sonderlager, Zigeunerlager, Zwangsarbeitslager. 2009, ISBN 978-3-406-57238-8, 656 Seiten.
- mit Juliane Wetzel: Antisemitismus und radikaler Islamismus. Klartext, Essen 2007, ISBN 978-3-89861-714-7 (= Antisemitismus. Geschichte und Strukturen. Band 4).